# Slangengodin

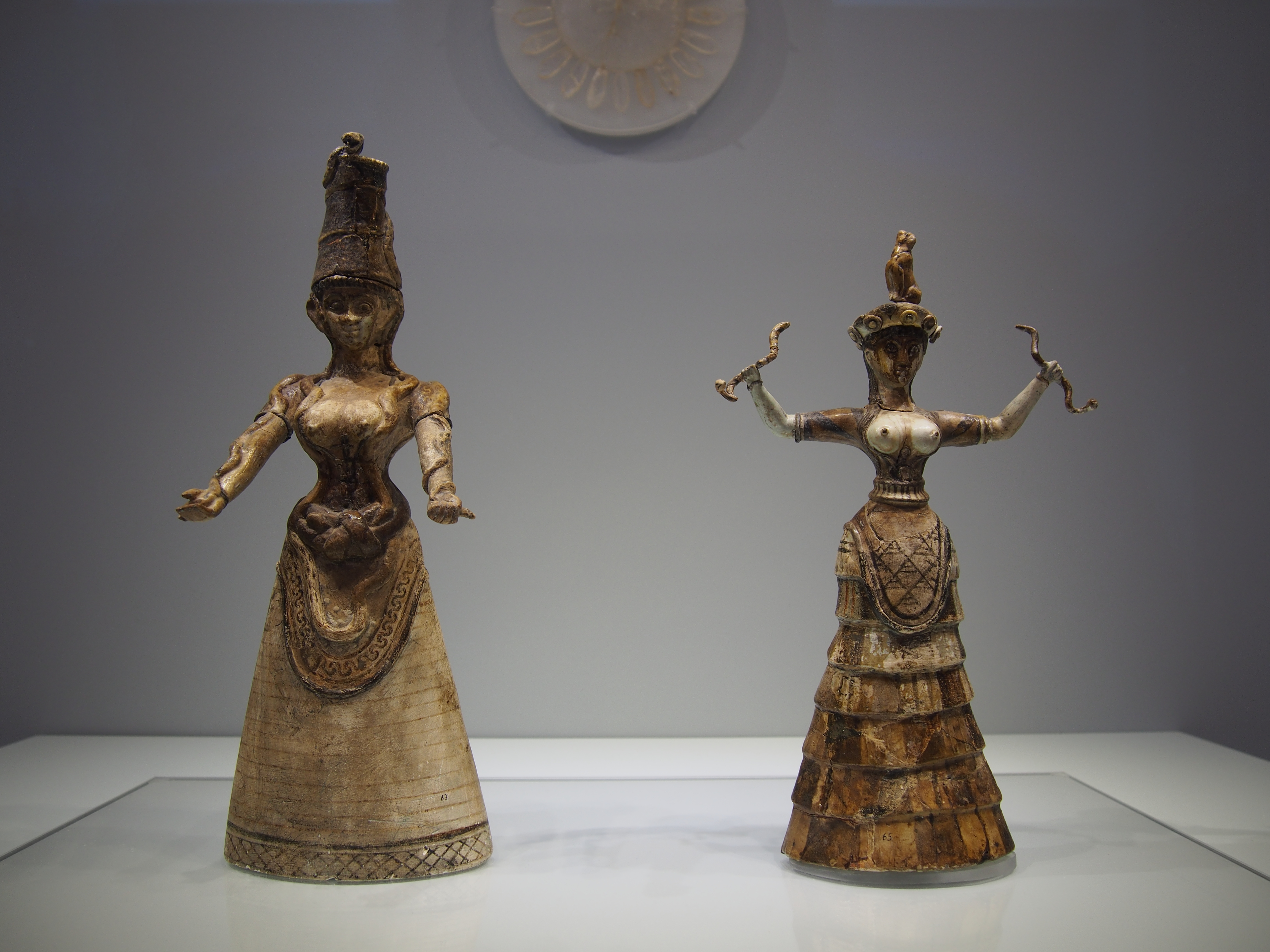
De grote en kleine slangengodin van Knossos.

De Minoïsche slangengodinnen zijn kleine beeldjes van Minoïsche godinnen of priesteressen die slangen vasthouden. Ze dateren van ongeveer 1600 v.Chr. gedurende de nieuwe-paleistijd. De eerste beeldjes werden gevonden in 1903 door de Britse archeoloog Arthur Evans tijdens zijn opgravingen in Knossos op Kreta. Ze bevinden zich tegenwoordig in het Archeologisch Museum Iraklion. De beeldjes zijn gemaakt van Egyptische faience, niet te verwarren met faience.
De beeldjes dragen typische Minoïsche kleding met een lange rok en een strak open lijfje dat de borsten onbedekt laat. De slangen kruipen rond de grote godin, terwijl de kleine godin deze in haar handen houdt.